# Paratrichius itoi
Paratrichius itoi är en skalbaggsart som beskrevs av Motozi Tagawa 1938. Paratrichius itoi ingår i släktet Paratrichius och familjen Cetoniidae. Inga underarter finns listade i Catalogue of Life.